# Trust (Band)
Trust (/tɹʌst/) ist eine französische Rockband, die 1977 gegründet wurde und nicht zuletzt wegen ihrer politischen und sozialkritischen Texte in den frühen 1980er Jahren international bekannt wurde.

## Geschichte

### Die Anfänge (1977 bis 1979)
Die Gruppe formierte sich im Jahr 1977 um den Sänger und Textschreiber Bernard Bernie Bonvoison und den Gitarristen und Komponisten Norbert „Nono“ Krief und hat ihren erste Auftritt im Dezember 1977 im legendären Olympia. Kurz darauf unterschrieb man einen Plattenvertrag beim französischen Label Pathé. Die erste Single wurde 1978 veröffentlicht und enthielt die Lieder Prends pas ton flingue (dt.:„Lass die Knarre weg“) und Paris By Night, eine Adaption des Songs Love at First Feel von AC/DC. Mit der australischen Rockgruppe hatte man sich im Studio angefreundet und wurde daraufhin als Vorgruppe verpflichtet. Noch bevor ein komplettes Album aufgenommen wurde, wechselte man die Plattenfirma und unterschrieb bei CBS, da man sich bei Pathé nicht ausreichend vermarktet sah. Diese hatte die Gruppe Téléphone priorisiert. Beide gelten als die „wichtigsten“ Gruppen des französischen Rock der frühen 1980er Jahre.
Das erste Album, das lediglich Trust hieß, später aber auch oft als „Trust I“ bzw. „L'Elite“ bezeichnet wurde, wurde in der Originalbesetzung eingespielt und 1979 veröffentlicht. Musikalisch war das Album eine Mischung aus Hardrock mit Punk-Einschlag, besonders in den aggressiven Texten. „Bernies“ sozialkritische Texte gaben von Anfang an Anlass zu Kontroversen in den Medien. Es dominierten Themen wie Arbeits- und Perspektivlosigkeit, aber vor allem eine beißende Analyse der politischen Verhältnisse Frankreichs, auch im Hinblick auf die Aufarbeitung der Kollaboration während der deutschen Besatzung. Dennoch oder vielleicht gerade deshalb war das Album in Frankreich als Millionenseller sehr erfolgreich.

### Die „goldenen Jahre“ (1980 bis 1985)
Das Album Repression wurde im Jahr 1980 aufgenommen und veröffentlicht. Bassist Manna war ins Management gewechselt und wurde durch Yves „Vivi“ Brusco ersetzt. Um die Nachfrage des internationalen Marktes, die durch Tourneen unter anderem in England entstanden war, zu bedienen, wurde neben der französischen noch eine englischsprachige Fassung des Albums im selben Jahr veröffentlicht. Neben einer erfolgreichen Frankreich-Tour als Headliner („Répression dans l’Hexagone“-Tour, Aufnahmen wurden 1992 auch als Livealbum veröffentlicht) trat Trust nun auch als Vorband u. a. für die befreundete Band AC/DC bei deren Europatournee auf.
Im Jahr 1981 übernahm der Brite Nicko McBrain das Schlagzeug und man verstärkte sich mit Moho Chemlakh um einen zusätzlichen Gitarristen. Der Sound entwickelt sich weg vom Hardrock Richtung Heavy Metal. Man spielte so das Album Marche Ou Crève (dt.: „Marschier oder Stirb“) ein und begab sich anschließend auf eine sehr erfolgreiche Headliner-Tour durch Frankreich. Im Jahr 1982 erschien die englischsprachige Version des Albums unter dem Titel Savage. In Rest-Europa spielte man im Anschluss an diese Veröffentlichung u. a. auch als Vorband für die befreundeten Iron Maiden. Im Juni 1982 wurde ein Auftritt der Gruppe in Köln vom WDR in der Rockpalast-Reihe aufgezeichnet.
1983 wechselte Nicko McBrain zu Iron Maiden, im Gegenzug dafür begab sich dessen Vorgänger bei Iron Maiden Clive Burr zu Trust, allerdings nur für die Studioaufnahmen des nächsten, vierten Albums. Dieses erschien 1983 und hatte, wie das erste Album, keinen Titel. Es wird zur Unterscheidung von „Trust I/ L'Elite“ aber oft „Trust IV“ oder „Ideal“ genannt. Zur Tour übernahm Farid Medjane das Schlagzeug. 1984 erschien dann die englischsprachige Version des Albums unter dem Titel Mans Trap. Das Album verkaufte sich allerdings, vor allem im Vergleich zu den Vorgängern, nur mittelmäßig.
1984 folgte noch das Album Rock’n’Roll, von dem jedoch keine englischsprachige Version aufgenommen wurde. Das Album klingt deutlich kommerzieller und weniger hart, vor allem durch den verstärkten Einsatz von Keyboards und Synthesizern. Im Anschluss an die Aufnahmen und die dazugehörige Tour zerstritt sich die Band und löste sich auf 1985 auf.
Bonvoisin widmete danach sich seiner Solokarriere, bei der er zum Teil ehemaligen Mitstreitern zusammenarbeitete und der Arbeit als Filmregisseur. Krief wechselte 1985 als Live- und Studiomusiker (u. a. auch für Jean-Jacques Goldman) in die Band von Johnny Hallyday und blieb dort bis 1993.

### Wiedervereinigungen (1988 bis 2013)
Als im Jahr 1988 die amerikanische Thrash-Metal-Band Anthrax Antisocial (vom Album Repression) coverte und damit sehr erfolgreich war, gab es die erste Wiedervereinigung von Trust. Unter anderem spielte man zwei Konzerte als Special Guest von Iron Maiden beim „Monsters of Rock“-Festival 1988 im ausverkauften Pariser Palais Omnisports de Paris-Bercy, das im folgenden Jahr als Livealbum Paris By Night vom amerikanischen Label Megaforce (u. a. Anthrax, Metallica) veröffentlicht wurde. Ebenfalls 1989 erschien die Mini-LP En attendant (In etwa: „Während des Wartens“). Zu weiteren Aufnahmen kam es allerdings nicht, stattdessen wurden in den Folgejahren verschiedene Kompilationen und Live-Alben (unter anderem der 1980er-Tour) veröffentlicht.
1996 unterschrieb man einen lukrativen Vertrag bei Warner Music und veröffentlichte das Album Europe et Haines (wörtlich übersetzt: „Europa und Hass“, im französischen Wortklang allerdings „Européens“ ausgesprochen, also „europäisch“ oder „Europäer“). In neuer Besetzung rund um Bonvoisin und Krief ging man auf Tour, diverse Live-Alben und Wiederveröffentlichungen erschienen, danach zerstritten sich die beiden Protagonisten über die Aufnahmen zum Nachfolger Ni Dieu ni maître (übersetzt: „Weder Gott, noch Herr“) und sahen einander vor Gericht wieder. Das Album war gegen den Willen Bonvoisins erschienen, wurde daraufhin zurückgezogen und erst Jahre später neu veröffentlicht.
Die nächste Wiedervereinigung, diesmal mit den alten Mitstreitern Brusco (zunächst Bass, später zweite Gitarre) und Medjane (Schlagzeug) und erweitert um einen zweiten Gitarristen, Ismaila Diop (der später an den Bass wechselte), erfolgte 2006 und führte, nach Veröffentlichung eines aktuellen Live-Albums, zu einem Auftritt anlässlich des 30-Jährigen Bühnenjubiläums wieder auf die Bühne des legendären Olympia in Paris, der als DVD mitgeschnitten und veröffentlicht wurde. 2008 erschien ein neues Studio-Album 13 à table (übersetzt: „13 am Tisch“, als Anspielung auf das letzte Abendmahl), das mit neuen Sounds experimentierte (u. a. mit einem DJ in der Bandbesetzung). 2011 gibt die Gruppe ihre erneute Auflösung bekannt.
2013 ging Bonvoisin mit der Kernbesetzung der letzten Wiedervereinigung (u. a. Brusco und Diop an der Gitarre, Medjane am Schlagzeug) als „Kollektif AK47“ auf Tour und spielte ausschließlich Lieder von Trust. Da Krief nicht beteiligt war, konnte der Bandname Trust nicht genutzt werden.

### Regelmäßige neue Veröffentlichungen und stabiles Line-Up (2017 bis heute)
Zum 40-Jährigen Bandjubiläum ging Trust 2017 auf „Au Nom de la Rage“-Tour („Im Namen der Wut“) und spielte unter anderem auch auf dem Hellfest. Der Mitschnitt des dortigen Auftritts wurde als CD/DVD veröffentlicht. Seitdem erschienen in vergleichsweise kurze Folge und zum ersten Mal in der Bandgeschichte in derselben Besetzung mehrere neue Studioalben hintereinander, alle gemischt von Veteran Mike Fraser, der bereits als Sound-Ingenieur für AC/DC, Metallica, Aerosmith und viele andere gearbeitet hatte. Parallel dazu geht Trust immer wieder auf Tour durch Frankreich.

## Diskografie

### Studioalben
- 1979: Trust I (L’elite)
- 1980: Répression
- 1981: Marche ou crève (FR: ×2Doppelgold [4])
- 1983: Trust IV (Ideal)
- 1984: Rock’n’Roll
- 1996: Europe et Haines
- 2000: Ni Dieu ni maître
- 2008: 13 à table
- 2018: Dans le même sang
- 2019: Fils de lutte
- 2022: Propaganda

### Livealben
- 1989 Live: Paris By Night (aufgenommen 1988 in Paris Bercy beim Monsters of Rock-Festival)
- 1992 Répression dans l’Hexagone|Live (aufgenommen 1980 während der „Répression dans l’Hexagone“ Tour)
- 1997 A Live (aufgenommen während der „A Live Tour“)
- 2000 Still A-live (um sechs Tracks erweiterte Fassung von „A Live“)
- 2006 Soulagez-vous dans les urnes! (aufgenommen während des „Festival Des Terres Neuves“ in Bobital am 8. Juli 2006 – enthält neue Studioaufnahmen)
- 2009 A l’Olympia Geburtstagskonzert zum 30-jährigen Bestehen der Band
- 2011  Live au Rockpalast Aufzeichnung 1982 vom WDR im Rahmen des Rockpalast
- 2017 Hellfest 2017 (Au nom de la Rage Tour zum 40-jährigen Bestehen)

### Sonstiges (u. a. Originalalben in engl. Sprache)
- 1980: Repression (englische Version)
- 1982: Savage (englische Version von Marche ou crève)
- 1984: Man’s Trap (englische Version von Trust IV)
- 1988: En attendant (Mini-LP) Cover und Live-Aufnahmen
- 1992: Prends pas ton flingue (EP) Wiederveröffentlichung der ersten Singles
- 1993: The Backsides (enthält ältere B-Seiten)
- 2020: Re.Ci.Div (4 CD/DVD-Box) – die ersten drei Studioalben unter Live-Bedingungen neu aufgenommen in der aktuellen Besetzung und mit aktualisierten Texten plus akustische Bonus-CD/DVD